# Sociedad de Mánchester para el Sufragio de las Mujeres
La Sociedad de Mánchester para el Sufragio de las Mujeres, (Manchester Society for Women's Suffrage) se creó en 1867 en Mánchester con el objetivo de reivindicar el derecho al voto de las mujeres. La organización sucede al Comité de Mánchester para el derecho al voto de las mujeres creado en octubre de 1865 y liderado por Elizabeth Wolstenholme-Elmy.
Los miembros fundadores de la sociedad fueron la activista Ursula Mellor Bright y su esposo Jacob Bright. Lydia Becker directora del Women's Suffrage Journal (1870-1890) fue la secretaria de la sociedad recibiendo el testigo de Elizabeth Wolstenholme-Elmy.
Richard Pankhurst, hijo de la sufragista Sylvia Pankhurst, fue miembro de su comité. 

## Antecedentes
En octubre de 1865  Elizabeth Wolstenholme-Elmy creó el Manchester Committee for the Enfranchisement of Women (Comité de Mánchester para el derecho al voto de las mujeres) entre cuyos porimeros miembros estaban Ursula Mellor Bright, y su esposo Jacob Bright, Phillippine Kyllman y Richard Pankhurst. Wolstenholme-Elmy recordó más tarde que el grupo se formó con el propósito expreso de trabajar por la petición del sufragio femenino que se presentará a Henry Fawcett y John Stuart Mill, dos parlamentarios que apoyaron el sufragio universal. El grupo de Manchester logró obtener 300 firmas y se unió a la Sociedad Kensington, que estaban organizando una petición en Londres.

## Sociedad Nacional de Mánchester

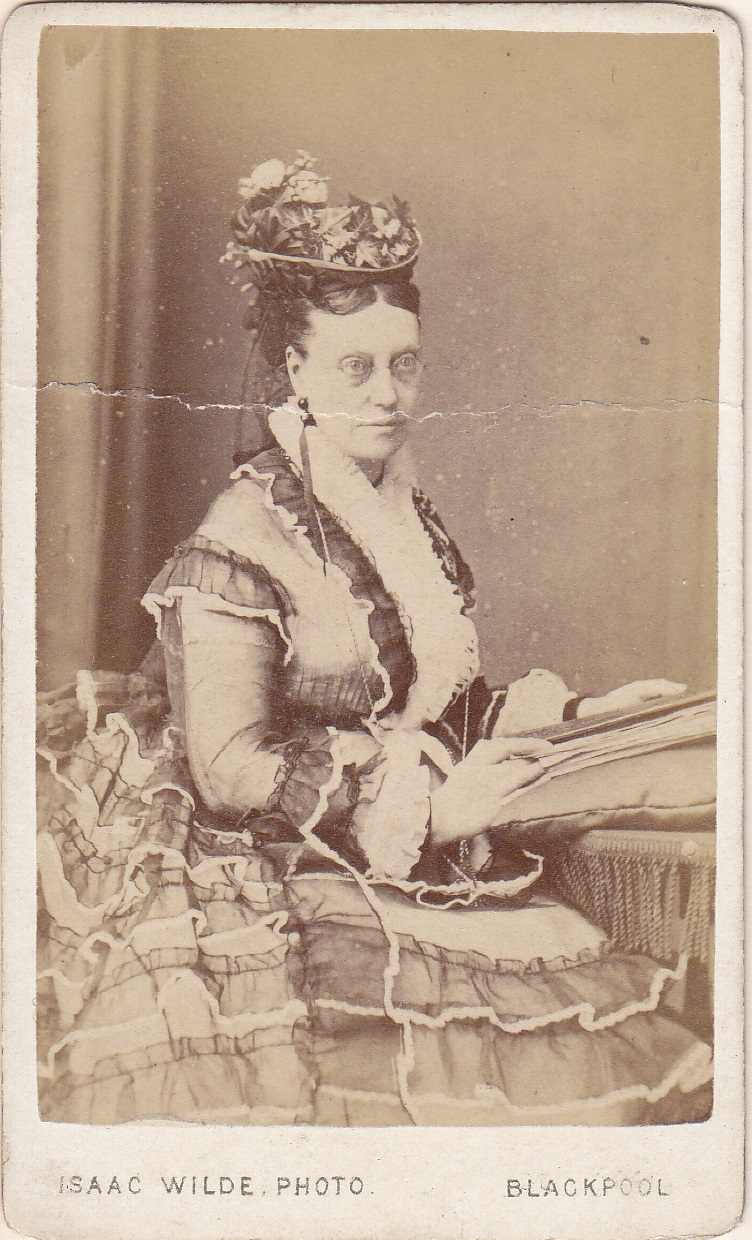
Lydia Becker fue la secretaria de la organización desde febrero de 1867

En noviembre de 1867, el Comité de Manchester para el derecho al voto de las mujeres cambió su nombre por el de Sociedad Nacional de Manchester para el Sufragio de las Mujeres (Manchester National Society for Women's Suffrage) (MNSWS) cuando se unió a las sociedades de Londres y Edimburgo en la Sociedad Nacional para el Sufragio de las Mujeres. Elizabeth Wolstenholme-Elmy cedió el cargo de secretaria a Lydia Becker y empezó a trabajar estrechamente con la London Society for Women's Suffrage. 
El 30 de octubre de 1868, la Sociedad Nacional para el Sufragio Femenino de Manchester estableció un nuevo comité ejecutivo que incluía a Lydia Becker, Elizabeth Wolstenholme-Elmy, Ursula Bright, Jacob Bright y Josephine Butler. En los siguientes años se unieron a la organización entre otras activistas Eva Maclaren, Esther Roper y Eva Gore-Booth.
Según Martin Pugh, autor de The Pankhursts (2001), Emmeline Pankhurst asistió a su primera reunión sufragista en 1872, organizada Lydia Becker. "A fines de la década de 1860, Manchester también se convirtió en el escenario de una de las primeras campañas por el sufragio femenino y, a los catorce años, Emmeline regresó a casa de la escuela un día y encontró a su madre preparándose para asistir a una reunión de sufragio dirigida por Lydia Becker en la ciudad. Jane Pankhurst no dudó en aceptar que Emmeline, cartera en mano, la acompañara a escuchar los argumentos".
Después de la muerte de Lydia Becker en 1890, la Sociedad Nacional para el Sufragio Femenino de Manchester entró en declive hasta que Esther Roper fue nombrada secretaria en 1893. En este cargo, trató de reclutar mujeres de clase trabajadora del movimiento sindical emergente.
En 1897 el grupo de Mánchester cambió su nombre a Sociedad del Norte de Inglaterra para el Sufragio de las Mujeres (North of England Society for Women's Suffrage) cuando con otras 500 sociedades sufragistas se unió a la Unión Nacional de Sociedades de Sufragio de Mujeres (NUWSS) 
En 1911 se convirtió en la Sociedad de Manchester para el Sufragio de las Mujeres (Manchester Society for Women's Suffrage), formando parte de la Federación del Distrito de Manchester de la NUWSS. La Sociedad de Mánchester continuó trabajando hasta 1919.
La sociedad abrió una oficina en 28 Jackson's Row en 1868 y en 1887 se mudó a un local en John Dalton Street. 